# Johann Frahm
Johann Frahm (nascut el 28 d'abril del 1901 a Kleve, Dithmarschen i mort el 8 d'octubre del 1946 a Hameln) era un SS-Unterscharführer del Camp de concentració de Neuengamme i vice-comandant (Oberscharführer) de l'extensió del camp instal·lada a l'escola del Bullenhuser Damm a Alemanya durant el nazisme.
Va afiliar-se el 1933 NSDAP i el 1937 a la SS. El 1939 va ser nomenat a la guarnició del Camp de concentració de Sachsenhausen el novembre de 1942 va ser transferit al camp de Neuengamme on va treballar al despatx del relator Wilhelm Dreimann. Almenys des del novembre 1944 va ser nomenat vice-comandant de l'extensió del camp al Bullenhuser Damm a Rothenburgsort. Quan els presoners van ser evacuats durant una marxa de la mort cap a Sandbostel prop de Bremen unes poques setmanes abans la fi de la Segona Guerra Mundial, els SS Frahm i Ewald Jauch van quedar-hi per a vetllar l'edifici.
Com que coneixia bé l'endret, el 21 d'abril del 1945 va acollir el comboi amb els 20 nens, víctimes d'experiments pseudo-mèdics de Kurt Heissmeyer, els seus quatre curadors i almenys 24 presoners soviètics. Després de l'Operació Gomorra no quedava cap altre edifici dempeus a la zona i el lloc era desert, la qual cosa garantia que no hi hauria cap testimoni de la massacre planificada.
Segons la seva pròpia declaració en un dels judicis de la Casa Curio a Hamburg, Frahm va participar en el penjament dels nens que, quan encara tenien signes de vida després de la hipotètica injecció de morfina per Alfred Trzebinski, ell i Dreimann «van penjar-los als ganxos com quadres a una paret». Després dels nens, juntament amb Dreimann i Heinrich Wiehagen va penjar els adults.

## Després de la guerra
En un primer moment va poder amagar-se a la casa dels seus pares a Kleve. A l'octubre de 1945 va ser arrestat per a la seva participació en la massacre del Bullenhuser Damm, i empresonat a la presó Neumünster (Slesvig-Holstein) a la qual va confessar la seva participació en els assassinats. Durant el procés, molts presoners van testimoniejar la seva crueltat. Va decretar que els presoners danesos al Bullenhuser Damm que tenien l'autorització de rebre paquets de la Creu Roja, només podien prendre el contingut sense l'embalatge: així havien de portar el contingut de conserves, mantega o flocs de civada a les seves gorres o butxaques.
Va ser condemnat a mort davant un tribunal militar a la Casa Curio organitzat pels ocupants britànics i executat l'11 d'octubre a Hameln.